# Vengez le vol 800
 (août 2021).
Vengez le vol 800 est un roman d'espionnage écrit par Gérard de Villiers, paru en 1997 aux éditions Gérard de Villiers. Il est le cent-vingt-cinquième roman de la série SAS. Comme tous les SAS parus au cours des années 1990, le roman a été édité lors de sa publication en France à 200 000 exemplaires.

## Structure du roman
Le roman est un exemple-type de la construction d'un SAS : une introduction mettant en scène un événement dramatique (plusieurs centaines de mort) ; une requête d'un haut fonctionnaire américain ordonnant à Malko d'enquêter, dans des conditions difficiles, dans un pays lointain et exotique ; une enquête émaillée d'actions violentes et de scènes sexuelles ; une conclusion amère et sans illusion.
Comme dans beaucoup de romans de l'auteur, la femme qui a aidé Malko à l'occasion de son enquête (ici : Dorothy O’Leary) meurt de manière violente à la fin du roman.

## Liens avec l'actualité
Le roman paraît en janvier 1997 et répond à une actualité internationale dont le lecteur a pu entendre parler dans les médias.

### Géopolitique de l'Afghanistan en 1996
L'action du roman se déroule en juillet-août 1996. La ville afghane d'Hérat a été conquise par les Talibans en septembre 1995. Les Talibans sont d'ailleurs en pleine « dynamique conquérante » et reçoivent une aide logistique importante de la CIA et du Pakistan. En Arabie saoudite, l'attentat des tours de Khobar le 25 juin 1996 a causé la mort de nombreux militaires américains ; les services secrets américains ne savent pas à qui imputer la responsabilité de l'attentat : services secrets iraniens, Hezbollah ou Al-Qaïda ? Quand le roman débute, le crash du vol 800 TWA vient d'avoir lieu, le 17 juillet 1996.
Après l'action se déroulant dans le roman, les Talibans prendront Kaboul, qui sera effectivement conquise le 27 septembre 1996, le mollah Omar devenant de facto le nouveau chef d'État sous le titre de Commandeur des croyants. 
Le régime politique mis en place fin 1996 par les talibans prend le nom d'Émirat islamique d'Afghanistan.

### Géopolitique du Pakistan en 1996
Les élections législatives de l'automne 1993 avaient vu la victoire de Benazir Bhutto, nommée au poste de Premier ministre en octobre 1993. En 1995, une quarantaine d'officiers sont arrêtés, accusés de préparer une révolution islamique. Sur le plan international, Bhutto parvient à se rapprocher des États-Unis mais la poursuite du programme d'expérimentation nucléaire ravive les tensions avec l'Inde. 
Après une série de crises politiques, Bhutto est renvoyée le 5 novembre 1996 : le président Farooq Leghari lui reproche des faits de corruption et une mauvaise gestion économique. Il lui reproche aussi la mort d'un opposant politique de la Première ministre. Il dissout l'Assemblée nationale puis les assemblées provinciales, et de nouvelles élections ont lieu début 1997.

## Résumé

### Prologue
Le roman commence par la présentation de l'explosion du Boeing 747-131 du vol TWA 800 au départ de New York JFK et à destination de Rome Fiumicino, le 17 juillet 1996. Aucune des 230 personnes à bord n'en réchappe.

### Débuts de l'enquête au Pakistan; recherche d'Abdul Basin Karim

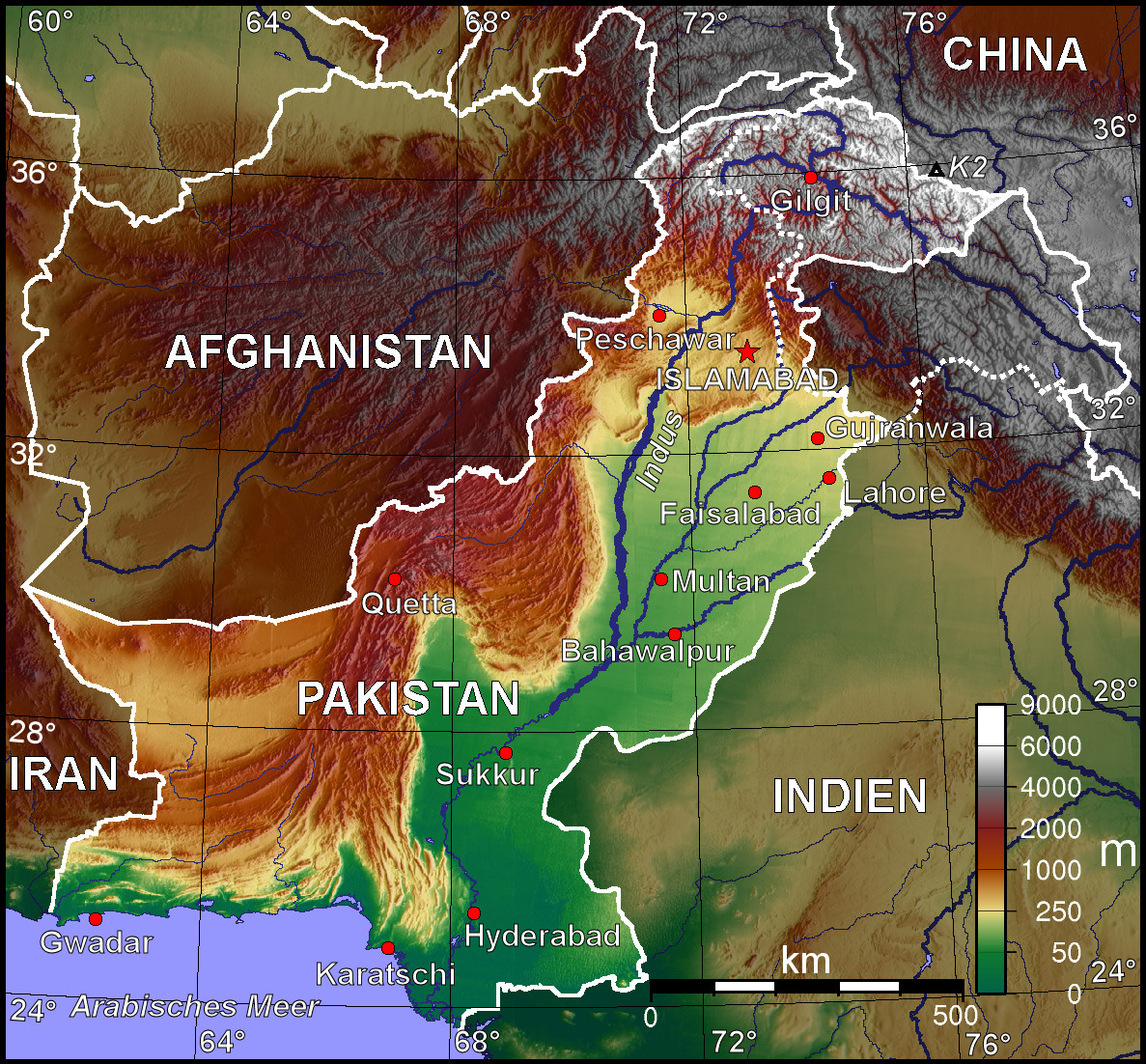
Carte topographique du Pakistan.

Une exécution capitale a lieu à Riyad, en Arabie saoudite : quatre personnes suspectées de terrorisme sont exécutées au sabre. Il s'agit d'un « message » envoyé par les États-Unis, par l'intermédiaire de l'Arabie Saoudite, à Oussama ben Laden, qui est suspecté par les services secrets américains d'avoir organisé et ordonné l'attentat d'Al Khobar et de Ryad (chapitre Ier). 
À Islamabad, Malko rencontre Franck Capistrano, le conseiller spécial du président des États-Unis qui lui ordonne de se rendre au Pakistan afin de retrouver Ben Laden et le tuer. La CIA dispose du nom d'un suspect : Abdul Basin Karim, connu comme étant un islamiste radical, mais qui ne serait qu'un « troisième couteau », un simple exécutant, sous les ordres de Ben Laden. Capistrano espère qu'Abdul Karim les mènera jusqu'à son chef. Il est prévu qu'à Peshawar, Malko sera aidé par Ralph McCarthy, un ancien agent de la CIA qui jadis avait aidé les Moudjahidins à lutter contre les Soviétiques, et qui aujourd'hui dirige une ONG culturelle. Il sera aussi aidé d'un homme de main, Perverst. Malko se rend donc à Pesahwar et rencontre McCarthy ainsi qu'une amie de celui-ci, Dorothy O’Leary (chapitres II et III).
Malko ne tarde pas à avoir des relations torrides avec la séduisante Dorothy O'Leary. Il commence son enquête. Pour atteindre Abdul Basin Karim, McCarthy lui suggère de repérer un certain Hedjaz Rahim, un islamiste modéré, bijoutier, organisateur de convois d'armes entre Pakistan et Afghanistan, dont il connaît les coordonnées. Malko entre en contact avec Hedjaz Rahim grâce à Dorothy et menace l’homme : qu'il donne les coordonnées d'Abdul Basin Karim, ou on fera courir des bruits disant qu'il est un traître à la cause islamiste ; en contrepartie, s'il collabore, il bénéficiera pour lui et sa famille de visas pour les États-Unis. Hedjaz Rahim accepte, mais immédiatement après informe l'ISI, les services secrets pakistanais de l'enquête de Malko (chapitres IV et V).
Dans le même temps, Malko tente de retrouver Sayed Gul qui était responsable en 1985 des services secrets des Moudjahidins. Hedjaz Rahim fait savoir à Malko qu'il a trouvé l'adresse demandée et qu'il est prêt à recevoir les visas. S'ensuivent de difficiles négociations entre Malko et l'ambassadeur des États-Unis au Pakistan. Finalement Hedjaz Rahim rencontre Malko en secret dans un cinéma qui diffuse confidentiellement des films porno : il lui révèle l'adresse et le numéro de téléphone d'Abdul Basin Karim. Malko organise une opération commando pour intercepter Karim (chapitre VI).
Lorsque Malko et McCarthy se présentent au domicile du pakistanais à Islamabad, les services secrets pakistanais, qui ont été prévenus par Hedjaz Rahim et qui ont fait une enquête parallèle, viennent à peine d'arriver sur place. Abdul Basin Karim a été assassiné par les services secrets pakistanais, qui ont voulu faire place nette dans cette histoire et qui ne voulaient pas que leur pays soit compromis. Une poupée bourrée d'explosif est trouvée au domicile : tout indique que Abdul Basin Karim était l'organisateur de l'attentat. Néanmoins Malko récupère, sans se faire remarquer, un carnet vert qu'il examinera plus tard. Peu de temps après, Hedjaz Rahim est, avec son épouse et ses enfants, égorgé par un assassin, Zulfikar Ahmad. Malko décide d'orienter son enquête en direction de Sayed Gul, que Malo avait rencontré à Peshawar treize ans auparavant en 1983 (cf. Embuscade à la Khyber Pass) et qui est sa dernière « carte » (chapitre VII).

### Recherche de Sayed Gul et rencontre avec Ben Laden
Grâce à un journaliste, Malko parvient à retrouver l'Afghan. Une rencontre a lieu entre les deux hommes, et Gul lui révèle où se trouve Ben Laden : dans un vieux camp d'entraînement à proximité de la zone frontière de Torkham. Malko rapporte ces informations à l'ambassade américaine, et une attaque immédiate est décidée : des avions pakistanais vont survoler le camp et lâcher des bombes à fragmentation.
L'attaque a lieu, mais on ignore si Ben Laden a été touché et tué. Malko reçoit un message du journaliste, qui lui dit que Sayed Gul voudrait le rencontrer dans les meilleurs délais et qu'il lui donne rendez-vous le lendemain à Landicotal. Malko est intrigué par ce message mais accepte de s'y rendre. Malko décide d'aller à la rencontre de Sayed Gul à Torkham. Sur le chemin, il apprend que Sayed Gul et son escorte, soit 70 personnes, sont tombés dans une embuscade : tous sont morts par des tirs de roquettes. Il semblerait donc que, non seulement Ben Laden n'a pas été tué par le raid, mais qu'au surplus il s'est vengé de Sayed Gul.
Frank Capistrano revient à Peshawar pour faire le point. Une réunion a lieu avec lui, qui se révèle cynique et qui ordonne la poursuite de l'enquête. Dans leur recherche de Ben Laden, on va utiliser les Talibans : ils débusqueront Ben Laden, et c'est Malko, avec le soutien logistique des Pakistanais, qui le tuera. Une fois l'entretien avec Capistrano fini, Malko reçoit un message censé provenir de Sayed Gul, qui lui donne rendez-vous dans un bistro select de la ville. C'était la première fois qu'un mort lui donnait rendez-vous ! (chapitres VIII et IX). 
Bien que le piège soit évident, Malko se rend au rendez-vous. Il fait connaissance avec Saba Afridi. Elle lui dit qu'Oussama Ben Laden aimerait le rencontrer. Elle lui donne quelques heures pour réfléchir. Mc Carthy, informé de la proposition, pense qu'il s'agit d'un guet-apens et met en garde Malko. Ce dernier, après réflexion, retourne voir Saba Afridi et lui annonce qu'il accepte la proposition de rendez-vous. Il a une relation sexuelle avec Saba (chapitres X et XI). Peu de temps après, alors que la relation a pris fin, Malko est attaqué par Zulfikar mais repousse l'attaque. Néanmoins la servante de saba est tuée. Mais à qui obéissait l'assassin ? Le lendemain, Malko est emmené en Afghanistan et, après un long trajet, arrive au camp de Ben Laden (chapitre XII). Ce dernier conteste être le commanditaire de l'attentat contre le vol 800 et de l'attentat des tours de Khobar ; il fait remarquer que ses propres actions ne visaient que des militaires et non des civils innocents. Il explique aussi à Malko que Sayed Gul a été tué par les membres d'un groupe adverse, partis non d'Afghanistan mais de Peshawar. En fait, « on » a fait croire à Malko et aux Pakistanais que lui, Ben Laden, était le coupable : il a été le bouc-émissaire ou le fusible idéal tandis que le groupe adverse se protégeait à peu de frais. Enfin il déclare qu'Abdul Bassin Karim avait pour chef un certain Abu Salim, à Peshawar. Après la longue discussion avec Ben Laden, Malko retourne à Peshawar (chapitre XIII).

### Traque d'Abu Salim
En étudiant le carnet vert retrouvé chez Abdul Basin Karim, Malko découvre le numéro de téléphone d'Abu Salim. Or le numéro actuel est celui d'un dénommé Ali Masoud Afridi. Malko contacte Saba Afridi, qui lui indique que le nom est celui d'un cousin de son mari. Cet homme est un vendeur d'armes et de voitures, et accessoirement de téléphones et de cartes SIM. Ce dernier est donc susceptible de savoir où se cache Abu Salim. Se présentant comme conseillé par Saba, Malko va le voir et se fait passer pour un homme d'affaires ; il lui achète un 4 X 4. Le lecteur apprend alors qu'Abu Salim est effectivement le cerveau de l'attentat du vol 800 et qu'il sait que Malko vient de rencontrer Ben Laden.
Le tueur Zulfikar Ahmad, déjà croisé à deux reprises dans le récit, pourchasse Malko mais meurt dans un accident de voiture. Ce tueur était en lien avec le mollah Zaid Shaikh. Malko retient cette information pour l'utiliser ultérieurement. Puis Saba Afridi avertit Malko qu'Ali Masoud vient d'apprendre qu'il travaillait pour la CIA et qu'il allait tenter de se débarrasser très prochainement de lui (chapitres XIV et XV). 
Malko va prendre livraison du véhicule tout-terrain, mais évente le piège de Masoud : la voiture, piégée, ne tue qu'un employé de Masoud. Menacé par Malko, Ali Masoud avoue : le piège a été ordonné par Abu Salim, qui est le chef du réseau islamiste. C'est Abu Salim qui avait ordonné la mort de Sayed Gul. Il le décrit à Malko et lui indique son nom de téléphone portable. Malko se dit qu'il va tenter d'en savoir plus sur Abu Salim, patron de Zulfikar Ahmad, en contactant le mollah Shaikh (chapitre XVI).
Grâce à des informations obtenues par Dorothy, qui a fait usage de son corps, Malko apprend que le mollah Zaid Shaikh a une maîtresse, une hôtesse de l'air. Malko fait chanter le mollah et menace de le dénoncer aux autorités religieuses. Le religieux lui apprend que Zulfikar Ahmad rencontrait souvent un homme, Mir Amar, dont la description ressemble à celle d'Abu Salim (chapitre XVII).
Dorothy O’Leary est envoyée au cinéma dans lequel Abu Salim doit se rendre afin de surveiller ses faits et gestes. Malko fait sonner le téléphone portable : Abu Salim répond ! Dorothy entre en contact avec lui, se faisant passer pour une infirmière naïve ; Abu Salim la raccompagne chez elle et linvite à sortir avec lui pour le jour suivant. On découvre qu'Abu Salim, qui utilise plusieurs pseudonymes, a pris l'identité d'un étudiant jordanien. Malko reçoit l'ordre du président des États-Unis de liquider Abu Salim. McCarthy suggère que Dorothy, malgré le danger, réponde favorablement à l'invitation d'Abu Salim (chapitre XVIII).
Dorothy se rend au rendez-vous d'Abu Salim. Ils ont une relation sexuelle, puis Abu Salim le ramène chez elle. Alors qu'il vient de partir, Ralph McCarthy vient voir Dorothy. Abu Salim fait le tour du pâté de maisons et revient au niveau du 4X4 de l'Américain : il lâche plusieurs rafales de mitraillette, tuant McCarthy sur le coup et blessant grièvement Dorothy (chapitre XIX). 
Dorothy avait accompli la mission qui lui avait été donnée : remplacer le téléphone portable d'Abu Salim par un autre téléphone rempli d'explosif. Malko emmène Dorothy à l'hôpital le plus proche et Dorothy est opérée. Malko fait exploser le véhicule d'Abu Salim à l'aide d'un explosif déclenché par télécommande. Dans le véhicule du terroriste, on retrouve un carton contenant des « poupées explosives ». Dorothy meurt de ses blessures. En fin de compte, on apprend qu'Abu Salim était un Irakien et qu'il avait des contacts à Bagdad. Derrière lui se profile l'ombre des services secrets irakiens et donc de Saddam Hussein, qui pourrait être le commanditaire initial de l'attentat contre le vol 800 : « Derrière un gros attentat, il y avait toujours un Grand Service » (chapitre XIX).

## Frank Capistrano
C'est la première fois que Malko Longe rencontre Frank Capistrano, conseiller spécial du Président des États-Unis, alors Bill Clinton. L'homme fait penser à Sandy Berger, conseiller spécial de Bill Clinton. Capistrano se montre cordial avec Malko, mais d'un cynisme redoutable.
Le dialogue suivant a lieu entre Malko et Capistrano :
« … — Mais ce sont des fous furieux ! objecta Malko, ils veulent transformer les cinémas en mosquées, ils bouclent les femmes, ils ne connaissent rien à l'économie.  — OK, OK, C'est vrai. Ce sont des fous furieux. Mais nos fous furieux. Ils emmerdent l'Iran, l'Inde et les Russes. C'est pas mal, non ? Quant aux Afghans, ils vivaient déjà avec deux ou trois siècles de retard. Qu'ils en prennent dix de plus dans la gueule ne change rien. … »

## Relations avec les attentats du 11 septembre 2001
L'auteur présente Oussama ben Laden comme un fondamentaliste musulman qui hait l'Occident en général et les États-Unis en particulier, mais qui n'est pas forcément à la tête d'un réseau terroriste.
Dans ce roman, paru quatre ans avant les attentats du 11 septembre 2001, l'auteur fait dire à Malko Linge :
« … Voilà ce que j'ai trouvé dans la Suzuki, expliqua-t-il. Il y a là-dedans les éléments d'une véritable campagne de terreur dirigée contre les États-Unis. L'idée était de faire placer des bombes par différentes personnes dans onze gros porteurs de différentes compagnies américaines : TWA, United Airlines, Delta, North West Airlines. Pour chaque attentat prévu, il y a une étude, avec les escales, les précautions à prendre, les sièges à réserver. Tous ces attentats devaient se produire dans un laps de temps très court.… »

## Place du roman dans la série
Malko s'était déjà rendu dans la zone Afghanistan/Pakistan à deux reprises auparavant, et s'y rendra encore par la suite :
- L'Homme de Kabul (1972)
- Embuscade à la Khyber Pass (1983)
- Vengez le vol 800 (1997)
- Bin Laden, la traque (2002)
- Aurore noire (2005)
- Sauve-qui-peut à Kaboul (tome 1) / Sauve-qui-peut à Kaboul (tome 2) (2013)